# Jaskinia pod Balkonem
Jaskinia pod Balkonem – jaskinia w Paśmie Wiślańskim w Beskidzie Śląskim. Łączna długość korytarzy wynosi 45 m, deniwelacja: 10 m.
Jaskinia znajduje się w południowo-wschodnich zboczach góry Muronka, w granicach wsi Ostre w województwie śląskim, w powiecie żywieckim, w gminie Lipowa. Główny otwór wejściowy jaskini znajduje się na wysokości ok. 915 m n.p.m.
Jaskinia pod Balkonem powstała w piaskowcach warstw godulskich górnych. Jest jaskinią typu szczelinowego, pochodzenia osuwiskowego i odprężeniowego. Posiada trzy otwory. Dolny, największy i jednocześnie najłatwiejszy do znalezienia, w kształcie trójkąta, znajduje się u stóp wysokiej na 10 m wychodni skalnej. Dolne partie jaskini składają się z kilku wąskich i wysokich na 3–8 m szczelin o dnie zasłanym rumoszem, gdzieniegdzie żwirem lub większymi blokami skalnymi. Wąskie, pionowe szczeliny łączą je z ciasnymi górnymi partiami, w których znajdują się pozostałe dwa otwory. Jaskinia jest sucha i przewiewna. Flora w jaskini nie występuje. Faunę reprezentuje kilka gatunków ciem i pajęczaków.
Jaskinia mogła być znana miejscowym mieszkańcom i robotnikom leśnym. Pierwsze wzmianki w literaturze speleologicznej o jej eksploracji (prowadzonej przez Speleoklub Bielsko-Biała) pochodzą z lat 1986–1990.
Jaskinia znajduje się na terenie rezerwatu przyrody „Kuźnie”. Od 1993 r. chroniona jest jako pomnik przyrody.

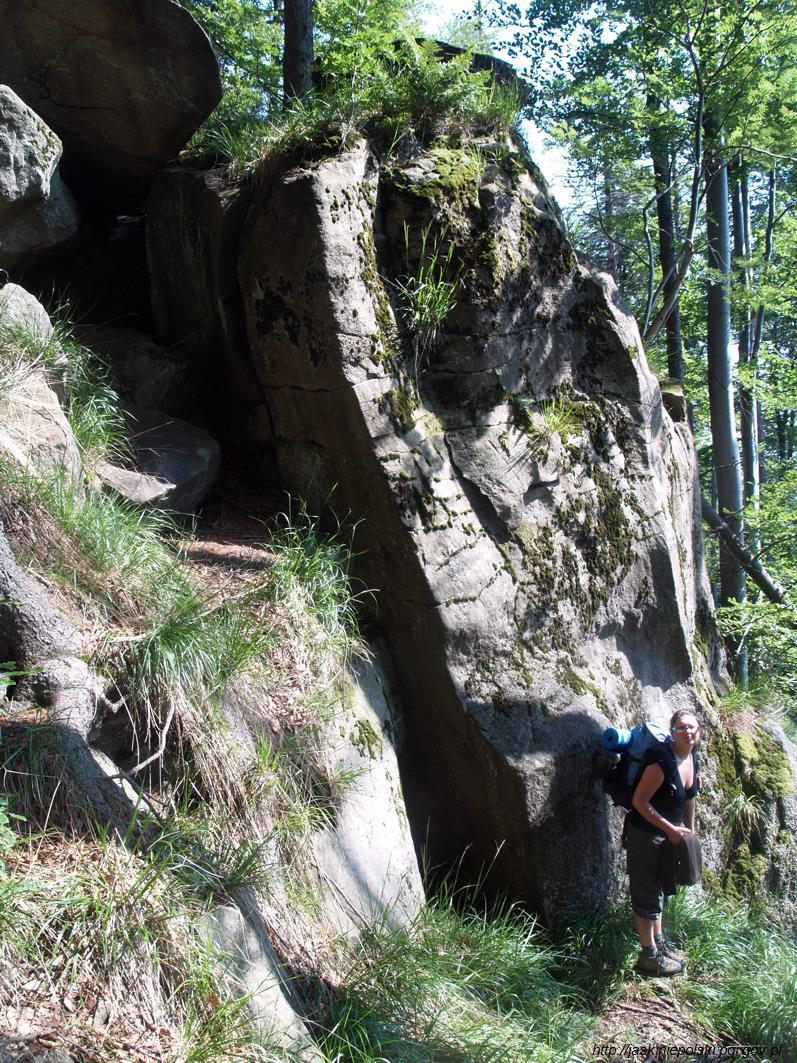
Otwór jaskini